# Французский комитет национального освобождения
Французский комитет национального освобождения, ФКНО (фр. Comité français de Libération nationale, CFLN) — альтернативная режиму Виши властная структура Франции, сформированная лидерами движения Сопротивления.

## История
Создан 3 июня 1943 года в результате объединения Французского национального комитета в Лондоне во главе с генералом Де Голлем и Французского гражданского и военного главнокомандования в Алжире во главе с генералом Анри Жиро. Базировался в Алжире.
США изначально выступали против признания ФКНО на дипломатическом уровне, а Великобритания рекомендовала формулу ограниченного признания ФКНО.
18 августа 1943 года ФКНО на дипломатическом уровне признала Куба.
26 августа 1943 года ФКНО на дипломатическом уровне признали Великобритания, Доминиканская республика, Канада, Перу, СССР и США.
27 августа 1943 года ФКНО на дипломатическом уровне признали Боливия, Бразилия, Китай и Никарагуа, 28 августа 1943 года — Новая Зеландия.
29 августа 1943 года ФКНО на дипломатическом уровне признал Эквадор, 30 августа 1943 года — Гватемала.
2 сентября 1943 года ФКНО на дипломатическом уровне признала Исландия, 8 сентября 1943 года — Либерия, 9 сентября 1943 года — Парагвай, 23 сентября 1943 года — Сальвадор.
25 сентября 1943 года США подписали соглашение с ФКНО о снабжении сил ФКНО в Северной и Западной Африке по программе ленд-лиза. Аналогичное соглашение было подписано между ФКНО и Великобританией.
29 сентября 1943 года ФКНО на дипломатическом уровне признала Швеция.
2 октября 1943 года единоличным председателем ФКНО стал генерал де Голль.
ФКНО поддержали видные деятели движения Сопротивления Эмманюэль д’Астье де ля Вижери и Анри Френе, при содействии ФКНО сформировано Временное консультативное собрание.
ФКНО провозгласил себя временным правительством Франции, выступал союзником стран антигитлеровской коалиции в ходе Второй мировой войны и был распущен 3 июня 1944 года ввиду создания Временного правительства Французской республики.

## Состав ФКНО
| Должность                                                                   | Имя                            | Примечания                       |
| --------------------------------------------------------------------------- | ------------------------------ | -------------------------------- |
| Комиссар по иностранным делам                                               | Рене Массильи                  | С 3 июня 1943                    |
| Комиссар по внутренним делам                                                | Андре Филип                    | С 3 июня по 9 ноября 1943        |
| Комиссар по внутренним делам                                                | Эмманюэль д’Астье де ля Вижери | С 9 ноября 1943                  |
| Комиссар по связям с Консультативным собранием                              | Андре Филип                    | С 9 ноября 1943                  |
| Комиссар по вооружению, снабжению и восстановлению                          | Жан Монне                      | С 3 июня по 9 ноября 1943        |
| Комиссар специального назначения (Commissaire en Mission)                   | Жан Монне                      | С 9 ноября 1943                  |
| Государственный комиссар                                                    | Альфонс Жорж                   | С 3 июня 1943 по 4 апреля 1944   |
| Государственный комиссар                                                    | Франсуа Бийу                   | С 4 апреля 1944                  |
| Комиссар по координации мусульманских дел                                   | Жорж Катру                     | С 3 июня 1943                    |
| Государственный комиссар по делам мусульман                                 | Жорж Катру                     | С 9 ноября 1943                  |
| Комиссар по делам колоний                                                   | Рене Плевен                    | С 7 июня 1943                    |
| Комиссар информации                                                         | Анри Бонне                     | С 7 июня 1943                    |
| Комиссар производства и торговли                                            | Андре Дительм                  | С 7 июня по 9 ноября 1943        |
| Комиссар производства и снабжения                                           | Андре Дительм                  | С 9 ноября 1943 по 4 апреля 1944 |
| Комиссар по военным делам                                                   | Андре Дительм                  | С 4 апреля 1944                  |
| Комиссар производства и снабжения                                           | Поль Жакоби                    | С 4 апреля 1944                  |
| Комиссар по труду и социальному обеспечению                                 | Адрие Тикси                    | С 7 июня по 9 ноября 1943        |
| Комиссар по социальным делам                                                | Адрие Тикси                    | С 9 ноября 1943                  |
| Комиссар путей сообщения и торгового флота                                  | Рене Мейер                     | С 7 июня по 9 ноября 1943        |
| Комиссар путей сообщения и транспорта                                       | Рене Мейер                     | С 9 ноября 1943                  |
| Комиссар финансов                                                           | Морис Кув де Мюрвиль           | С 7 июня по 9 ноября 1943        |
| Комиссар финансов                                                           | Франсуа де Ментон              | С 9 ноября 1943                  |
| Комиссар общественного образования, национального здравоохранения и юстиции | Жюль Абади                     | С 7 июня 1943                    |
| Комиссар общественного образования и национального здравоохранения          | Жюль Абади                     | С 4 сентября 1943                |
| Комиссар юстиции                                                            | Франсуа де Ментон              | С 4 сентября 1943                |
| Комиссар по обороне                                                         | Поль Лежентильом               | С 4 сентября 1943                |
| Комиссар по делам межведомственных комиссий                                 | Анри Кёй                       | С 9 ноября 1943                  |
| Комиссар по военным делам и авиации                                         | Андре Ле Троке                 | С 9 ноября 1943 по 4 апреля 1944 |
| Комиссар-делегат по делам свободных территорий в метрополии                 | Андре Ле Троке                 | С 4 апреля 1944                  |
| Комиссар по военно-морским делам                                            | Луи Жакино                     | С 9 ноября 1943                  |
| Комиссар национального образования                                          | Рене Капитан                   | С 9 ноября 1943                  |
| Комиссар по делам заключённых и депортированных                             | Анри Френе                     | С 9 ноября 1943                  |
| Комиссар по делам авиации                                                   | Фернан Гренье                  | С 4 апреля 1944                  |